# Seznam ganskih atletov
Seznam ganskih atletov.

## M
- Leonard Myles-Mills

## N
- Eric Nkansah

## Z
- Aziz Zakari